# Hispano-Suiza
Hispano-Suiza je španski proizvajalec avtomobilov, letalskih motorjev, letal in letalskih strojnic. Leta 1911 so ustanovili francosko Hispano France, ki jo je kasneje prevzela Snecma in je zdaj del skupine Safran
Hispano-Suiza je dizajniral prvi 4-valjni 16 ventilni avtomobilski motor. Avtomobil Hispano Suiza 45 Cr naj bi bil prvi športni avtomobil
Leta 1940 je Hispano-Suiza skupaj z banko Banco Urquijo in skupino španskih podjetij, ustanovilo podjetje Sociedad Ibérica de Automóviles de Turismo (S.I.A.T.), ki je kasneje vodilo do ustanovitve današnjega SEAT-a

## Letala
- Hispano Barrón
- Hispano-Suiza E-30
- Hispano-Suiza E-34
- Hispano Aviación HA-1109
- Hispano Aviación HA-1112
- Hispano Aviación HA-1112
- Hispano Aviación HS-34
- Hispano Aviación HS-42
- Hispano Aviación HA-43
- Hispano Aviación HA-100 Triana
- Hispano Aviación HA-200 Saeta
- Hispano Aviación HA-220 Super Saeta
- Hispano Aviación HA.P-300
- Hispano Aviación HA-300

## Letalski motorji
- Hispano-Suiza 6M[3]
- Hispano-Suiza 6P
- Hispano-Suiza 8A
- Hispano-Suiza 8B
- Hispano-Suiza 8E
- Hispano-Suiza 8F
- Hispano-Suiza 9T dizelski zvezdasti motor
- Hispano-Suiza 9Q licenčna verzija motorja Wright R-975 Whirlwind
- Hispano-Suiza 9V licenčna verzija motorja R-1820 Cyclone
- Hispano-Suiza 12B (1945)
- Hispano-Suiza 12G (W-12)
- Hispano-Suiza 12H
- Hispano-Suiza 12J
- Hispano-Suiza 12K
- Hispano-Suiza 12L
- Hispano-Suiza 12M
- Hispano-Suiza 12N
- Hispano-Suiza 12X
- Hispano-Suiza 12Y
- Hispano-Suiza 12Z
- Hispano-Suiza 14AA zvezdasti motor
- Hispano-Suiza 14AB zvezdasti motor
- Hispano-Suiza 14H zvezdasti motor
- Hispano Suiza 18R
- Hispano-Suiza 18S
- Hispano-Suiza 24Z
- Latécoère-(Hispano-Suiza) 36Y
- Hispano-Suiza 48H
- Hispano-Suiza 48Z
- Hispano-Suiza Tay
- Hispano-Suiza Verdon
- Hispano-Suiza R.300[4]
- Hispano-Suiza R.800[4]

## Galerija
- 1912 Hispano Suiza model Alfonso XIII
- 1929 Hispano-Suiza T49
- 1934 Hispano-Suiza H6B Million-Guiet Dual-Cowl Phæton
- Hispano Suiza J12
- Hispano-Suiza K6
- 1936 Hispano Suiza Pourtout